# Callistethus xanthonotus
Callistethus xanthonotus är en skalbaggsart som beskrevs av Gilbert John Arrow 1917. Callistethus xanthonotus ingår i släktet Callistethus och familjen Rutelidae. Inga underarter finns listade.